# Občina Odranci
Občina Odranci je ena od občin v Republiki Sloveniji in obsega eno samo naselje.
Ustanovljena je bila leta 1994. Njen prvi in dolgoletni župan Ivan Markoja (1950-2025) je občino vodil kar 28 let (1994-2022), to je 7 mandatov.

## Grb občine Odranci
Grb občine Odranci prikazuje v gornjem zelenem polju zlate stope, a v spodnjem rdečem tri zlate kroge. Stopa je lesena priprava, v kateri se s tolčenjem odstranjuje trši ovoj žitnih zrn. Trije krogi predstavljajo proseno kašo. Polji sta med seboj ločeni in obrobljeni z rumeno barvo.
Grb so začeli uporabljati 14. oktobra 1998.

## Naselja v občini
Odranci
Odranci so gručasto naselje, največje na Dolinskem. So središče občine Odranci, ležijo med glavno cesto Lendava - Murska Sobota in potokom Črncem. Del naselja je severno od ceste. Naselje je pomembno krajevno središče, njegov videz pa se je v zadnjem času zaradi urbanizacije zelo spremenil.
V okolici prevladujejo njive, ob Črncu so travniki in zaplate gozda. Razvita sta poljedelstvo in živinoreja.
Osmerokotna župnijska cerkev sv. Trojice je bila zgrajena leta 1967.
Naselje se prvič omenja leta 1322 z imenom Adrijanci.
Občina Odranci je po površini najmanjša občina v Sloveniji (6,9 kv.km) z enim samim naseljem.